# Центр Брока

Центры Брока и Вернике

Центр Брока́ (или зона Брока́) — участок коры головного мозга, названный по имени французского антрополога и хирурга Поля Брока́, открывшего его в 1865 году, находящийся в задненижней части третьей лобной извилины левого полушария (у правшей), работой которого обеспечивается моторная организация речи и преимущественно связанная с фонологической и синтаксической кодификациями. Представляет собой кинетико-моторный вербальный анализатор, в котором перерабатывается прежде всего проприоцептивная информация. При поражении этого центра возникает так называемая афазия Брока (анартрический синдром), которая характеризуется невозможностью объединения отдельных речевых движений в единый речевой акт.
В статье, опубликованной в октябре 2012 года и содержащей результаты исследований, проведённых в Массачусетском технологическом институте под руководством Nancy Kanwisher, утверждается, что центр Брока делится на две зоны, одна из которых входит в состав нейронных сетей воспроизводства речи, а вторая — в состав сетей, связанных с решением математических задач и запоминанием.